# Pusztaederics
Pusztaederics là một thị trấn thuộc hạt Zala, Hungary. Thị trấn này có diện tích 9,55 km², dân số năm 2010 là 184 người, mật độ 19 người/km².